# 歩兵第348連隊
歩兵第348連隊（ほへいだい348れんたい、歩兵第三百四十八聯隊）は、大日本帝国陸軍の連隊の一つ。

## 沿革
太平洋戦争末期の1945年（昭和20年）、第三次兵備により本土決戦に備え新設された第231師団の歩兵連隊の一つとして山口で編成された。同年7月12日、軍旗拝受。山口県大津郡三隅町（現長門市）にて駐留中に終戦を迎えた。

## 歴代連隊長
| 代 | 氏名     | 在任期間        | 出身校・期 | 備考 |
| -- | -------- | --------------- | ---------- | ---- |
| 1  | 松原順市 | 1945.6.5 - 終戦 | 陸士38期   | 中佐 |